# Sportfreunde Klausberg

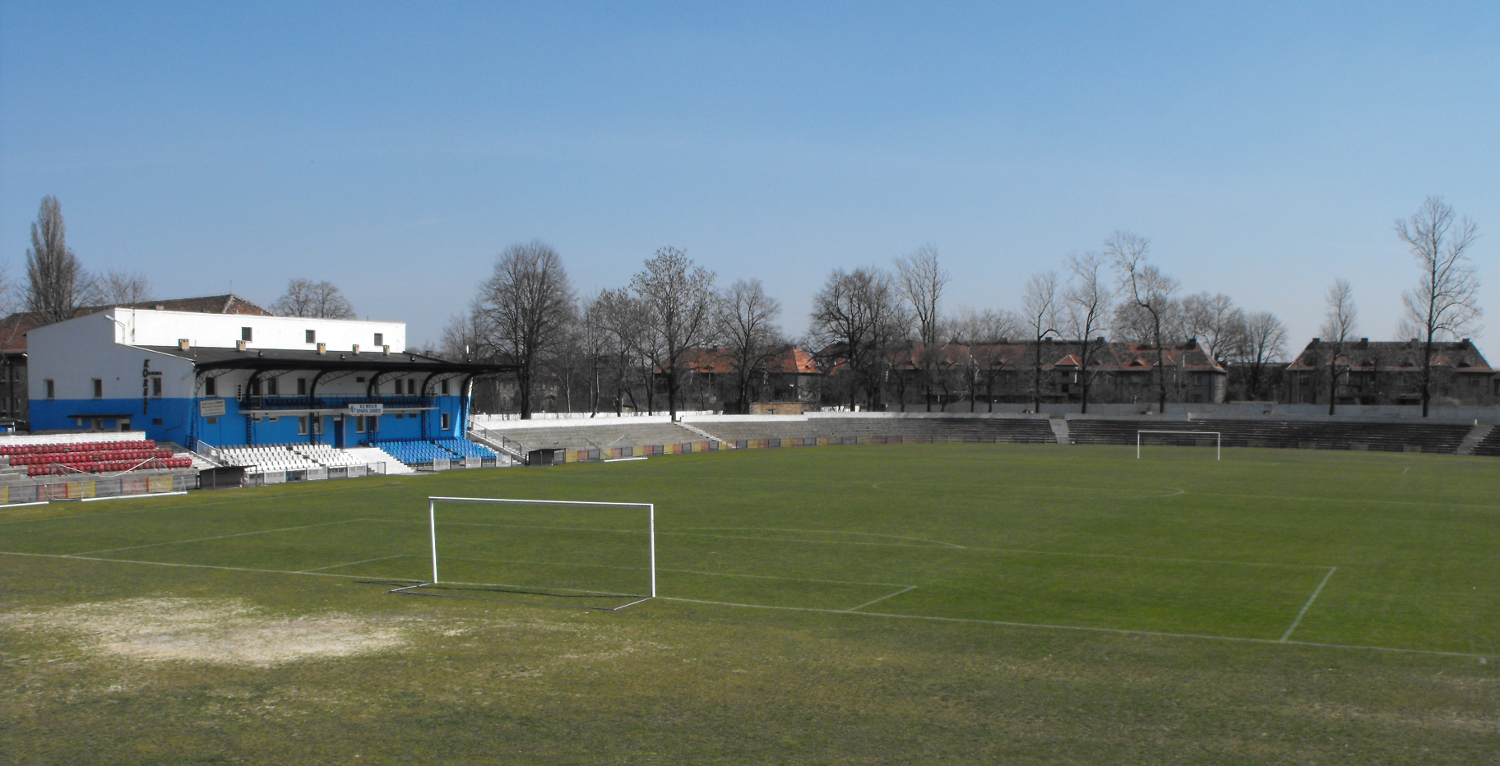
Stadion

Die Sportfreunde 1920 Klausberg waren ein deutscher Fußballverein aus dem oberschlesischen Klausberg, früher Mikultschütz.

## Geschichte
1920 bildete der 1906 gegründete Turnverein in Mikultschütz, einem Städtchen, das damals zum Landkreis Beuthen gehörte und heute Stadtteil von Zabrze ist, eine Fußballabteilung. Die Fußballabteilung machte sich  beim Streit der Deutschen Turnerschaft mit den Sportverbänden, der in einer „reinlichen Scheidung“ gipfelte, unter dem Namen Sportfreunde 1920 Mikultschütz selbständig und nahm am Spielbetrieb des SOFV mit.
1922/23 spielte der Verein erstmals in der A-Klasse des Gaues Beuthen-West, belegte dort den 1. Platz und verlor dann aber mit 0:1 das Endspiel um die Gau-Meisterschaft gegen den Ost-Meister Beuthener SuSV 09. 1927 wurden die Sportfreunde vom Gau Beuthen in den Gau Hindenburg eingegliedert, dort gelang 1930 der Aufstieg in die 2. Bezirksliga Oberschlesien, Gruppe Industrie, wo der 2. Platz erreicht wurde. Bereits im ersten Jahr wurde der 2. Platz erreicht. Nach einem weiteren 2. Rang stieg der Verein im Zuge der von den Nationalsozialisten durchgeführten Neuordnung der Ligen 1933 in die Kreisliga Hindenburg ab. 
1936 erfolgte die Umbenennung von Mikultschütz in Klausberg und der Name des Vereins wurde entsprechen geändert. Nach dem Aufstieg in die Bezirksklasse stiegen die Sportfreunde Klausberg 1937 in die höchste Spielklasse, die Gauliga Schlesien, auf. Der Verein, der in schwarz-roten Farben spielte, blieb drei Jahre erstklassig.
Die Säulen der Mannschaft, die ihre Heimspiele im 20.000 Zuschauer fassenden Stadion der Gemeinde Klausberg austrugen, waren Hubert Renk, Joseph Lukoschek und Gerhard Nowara. Vor allem ragte der Stürmer Renk heraus, auf den auch Reichstrainer Sepp Herberger aufmerksam geworden sein soll. 1940 folgte der Abstieg aus der Gauliga Oberschlesien, nach Kriegsbeginn hatten die Oberschlesier eine eigene Gauliga bekommen.  Mit den Spitzenclubs aus Beuthen, Gleiwitz, Ratibor und Hindenburg, denen nach der Besetzung Polens noch die ostoberschlesischen Clubs aus Königshütte, Bismarckhütte, Lipine und Kattowitz hinzu kamen, konnten die Klausberger nicht  mithalten. 
In den Reihen der Schwarz-Roten spielten zahlreiche Talente, aber für die jungen und unerfahrenen Spieler war der Einsatz in der Gauliga zu früh. Sie machten später in der polnischen Extraklasse oder bei deutschen Oberligavereinen Karriere. Nach dem Ende des Zweiten Weltkrieges wurde Klausberg polnisch und erhielt den Namen Mikulczyce. Der Verein Sportfreunde 1920 erlosch.